# 莱赫干谷

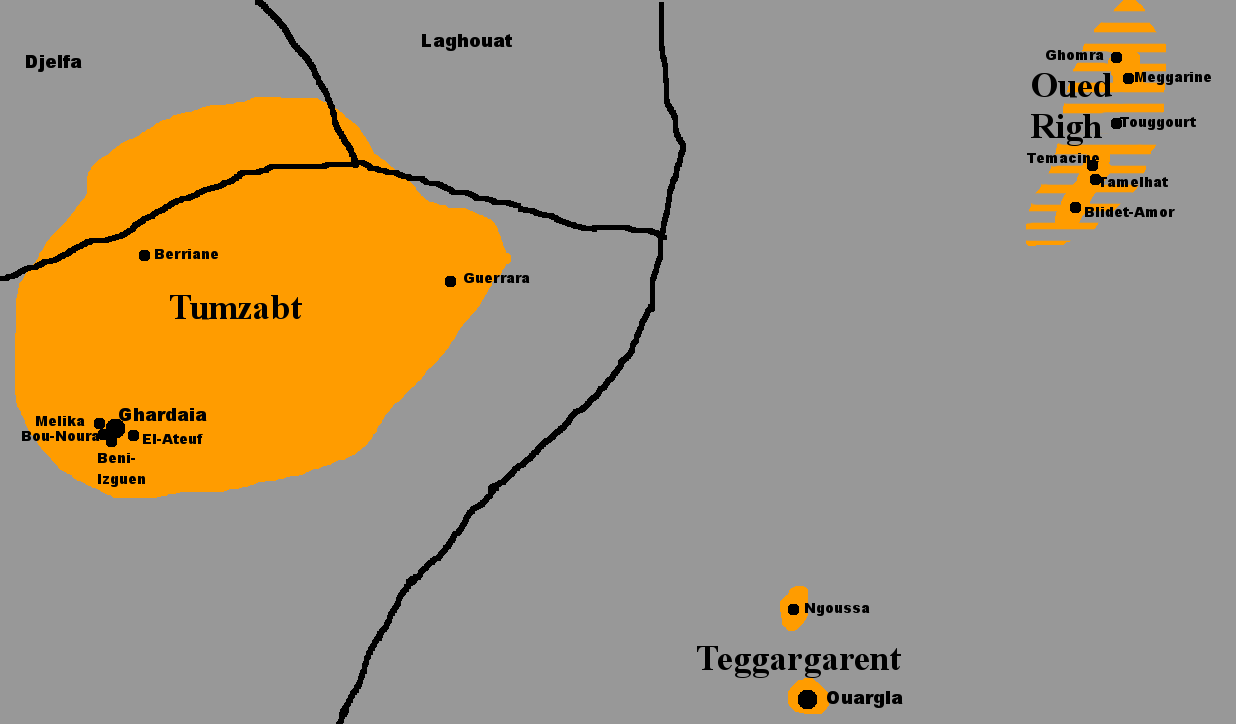

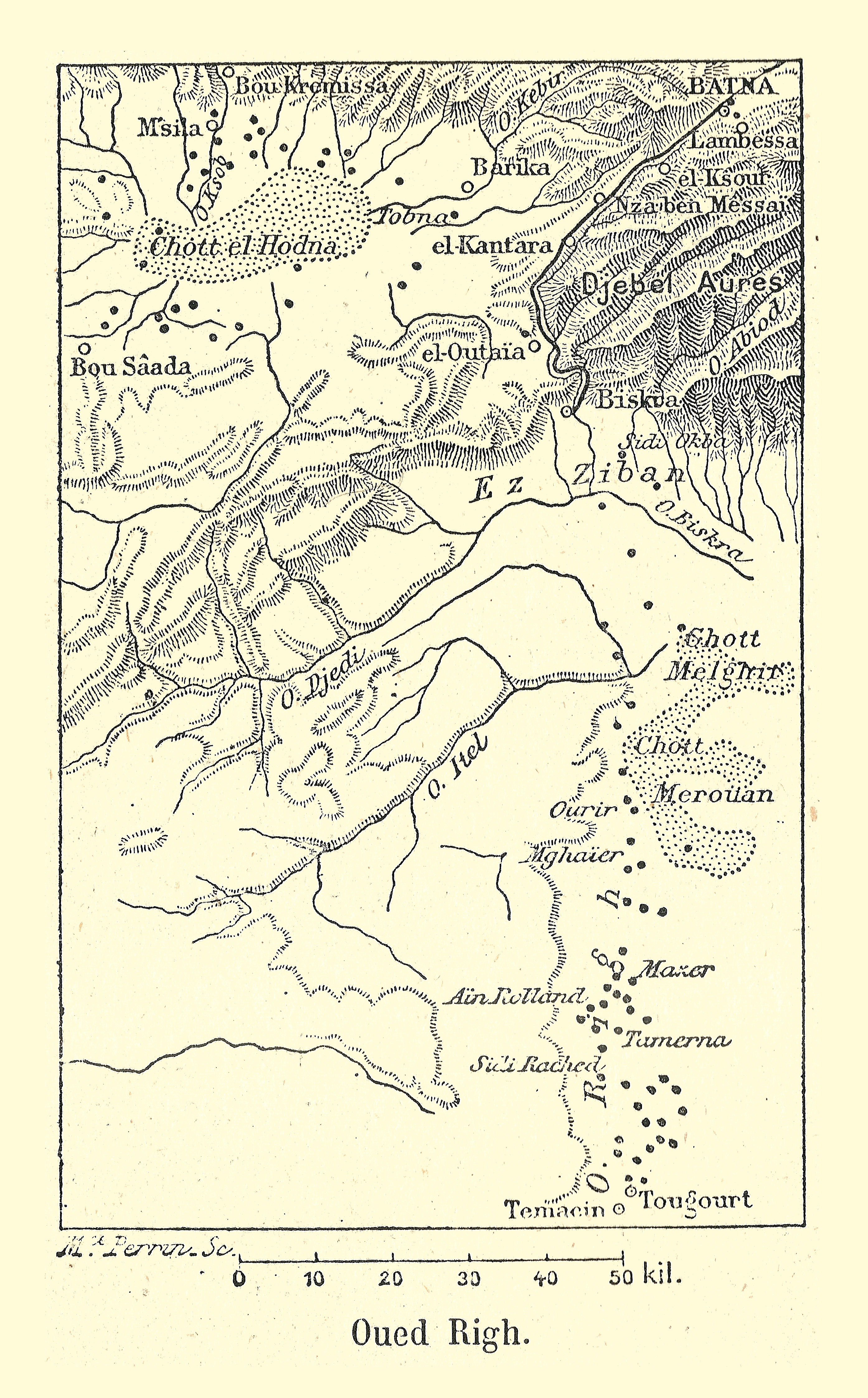

莱赫干谷是阿尔及利亚撒哈拉沙漠东北部的一个地区。沿着干燥的河床，分布着众多的绿洲，其中最重要的一个位于图古尔特。在这些绿洲生活的柏柏尔人说莱赫干谷柏柏尔语。